# Confesiune
Confesiunea (din latină confessio, „mărturisire”) este mărturisirea de credință specifică a unei grupări religioase, care o distinge de celelalte grupări. Confesionalizarea⁠(de)[traduceți], adică împărțirea creștinilor în mai multe confesiuni, s-a produs în secolul al XVII-lea, în urma Reformei Protestante.
Marea Schismă din 1054 nu a produs două confesiuni diferite, Biserica din Constantinopol și Biserica Romei având în continuare aceeași credință, divergențele fiind de natură politică și administrativă.
După Conciliul de la Trento (1545-1563) istoriografia distinge o confesiune romano-catolică, cu trăsături specifice, rezultate din Contrareformă.